# Elam Rotem
Elam Rotem (em hebraico: עילם רותם; nascido em 29 de novembro de 1984) é um compositor, cantor e cravista israelense radicado em Basileia, Suíça. Reconhecido como uma autoridade no campo da música antiga, Rotem dedica-se especialmente ao repertório musical do final do século XVI e início do século XVII. É o fundador e diretor do conjunto Profeti della Quinta, especializado na interpretação historicamente informada desse período. Além disso, é o responsável pela plataforma Early Music Sources, um portal dedicado à coleta e divulgação de escritos, estudos e informações relevantes sobre música antiga e um canal do YouTube com o memso nome.

## Vida e carreira
Elam Rotem nasceu em 1984, na localidade de Sdot Yam, em Israel. Durante sua formação no ensino médio do Kibutz Kabri, fundou um quinteto vocal com colegas de escola, conjunto este que mais tarde se consolidaria como o ensemble internacional Profeti della Quinta. Atualmente, o grupo realiza apresentações regulares na Europa, América do Norte, Israel e outras regiões.
Rotem cursou o bacharelado em cravo na Academia de Música e Dança de Jerusalém. Posteriormente, especializou-se em basso continuo, improvisação e composição na Schola Cantorum Basiliensis, instituição de renome na área da música antiga, situada na Suíça. Em 2016, concluiu o doutorado em um programa conjunto entre a Schola Cantorum Basiliensis e a Universidade de Würzburgo, na Alemanha.
Elam Rotem dedica-se à pesquisa e interpretação do estilo musical italiano dos séculos XVI e XVII. Seu ensemble, Profeti della Quinta, é internacionalmente reconhecido pelas interpretações da obra de Salomone Rossi, compositor judeu italiano ativo no início do século XVII. Rossi é amplamente considerado o primeiro a empregar a linguagem musical ocidental de tradição cristã na composição de orações e salmos em hebraico, notadamente na coletânea intitulada Ha-Shirim Asher li-Shelomo (Os Cânticos de Salomão), publicada em 1623.
Em 2017, Elam Rotem, em colaboração com o ensemble Profeti della Quinta, realizou a primeira gravação do manuscrito Carlo G, uma partitura inédita do início do século XVII recentemente descoberta em um mercado de pulgas, após ter permanecido desaparecida durante vários séculos. Paralelamente à gravação, Rotem publicou uma edição crítica desta obra singular, que inclui a realização completa do acompanhamento para teclado, elaborada segundo os princípios da prática musical histórica.
Elam Rotem também é responsável pela publicação de diversas edições de obras musicais do século XVII, contribuindo significativamente para a acessibilidade e o estudo da música antiga. Muitas dessas edições encontram-se disponíveis gratuitamente em plataformas dedicadas ao compartilhamento de partituras de domínio público, como a Biblioteca Coral de Domínio Público (CPDL) e o International Music Score Library Project (IMSLP).
Paralelamente ao seu trabalho como pesquisador e intérprete de música antiga, Elam Rotem administra um canal no YouTube chamado Putzimputzim. Nesse espaço, ele apresenta canções infantis humorísticas de sua própria autoria, tanto na composição quanto na interpretação. O projeto destaca um aspecto mais leve e criativo de sua atuação artística, voltado ao entretenimento e à imaginação do público infantil.

## Composições
Elam Rotem compôs obras de grande envergadura no estilo italiano do final do século XVI e início do XVII, utilizando textos bíblicos em hebraico original como base. Essa prática remonta ao compositor mantuano Salomone Rossi, que, naquela época, foi pioneiro ao integrar a linguagem musical ocidental com textos litúrgicos judaicos, estabelecendo um precedente histórico que Rotem revisita e desenvolve em suas próprias composições.
Embora inúmeras composições tenham sido inspiradas por textos bíblicos ao longo da história, as obras de Elam Rotem destacam-se pela singularidade de sua abordagem. Ele combina a utilização autêntica do estilo musical tardo-renascentista com a fidelidade rigorosa aos textos originais em hebraico, prática incomum no contexto contemporâneo do século XXI. Essa confluência confere às suas criações uma originalidade tanto histórica quanto cultural.
- Rappresentatione di Giuseppe ei suoi Fratelli (José e seus irmãos)

Drama musical em três atos, composto no espírito das primeiras óperas. 2014.
- Quia Amore Langueo

Cântico dos Cânticos e Contos de Amor Bíblicos Sombrios (Song of Songs and Dark Biblical Love Tales). 2015.
- A Lamentação de Davi (The Lamentation of David)

Composição baseada em 2 Samuel 1:17-27, realizada em 2020.

## Gravações
- Cipriano de Rore, Madrigais para quatro vozes
- Philippe Verdelot, Madrigais para quatro vozes
- Amor, Fortuna e Morte, Madrigais de Rore, Luzzaschi, Gesualdo e Monteverdi
- O Manuscrito de Carlo G, música litúrgica virtuosa do início do século XVII
- Luzzasco Luzzaschi (c. 1545–1607): madrigais, motetos e música instrumental
- Elam Rotem / Quia Amore Langueo, Cântico dos Cânticos e contos de amor bíblicos sombrios, motetos e cenas dramáticas compostas no espírito da música italiana do início do século XVII
- Orlando di Lasso / Musica Reservata, Música secreta para Albrecht V / Os salmos penitenciais de Orlando di Lassus executados em cenário histórico
- Elam Rotem / Rappresentatione di Giuseppe ei suoi Fratelli, José e seus irmãos, drama musical bíblico em três atos composto por Elam Rotem no espírito das primeiras óperas
- Il Mantovano Hebreo, madrigais italianos, orações hebraicas e música instrumental de Salomone Rossi
- Rore, Monteverdi e Gesualdo, parte do CD do Festival 2013 "Wege zum Barock"
- Hebreu: A Busca por Salomone Rossi, um filme de Joseph Rochlitz com Profeti Della Quinta (site oficial)
- Salomone Rossi: 'The Song of Solomon' e música instrumental, Profeti Della Quinta e Ensemble Muscadin

## Links externos
- Rotem Elam Rotem (em inglês) no Discogs
- Early Music Sources
- Profeti Della Quinta
- IMSLP: Rotem, Elam